# Agua Fierro
Agua Fierro är en ort i Mexiko.   Den ligger i kommunen Xilitla och delstaten San Luis Potosí, i den centrala delen av landet, 230 km norr om huvudstaden Mexico City. Agua Fierro ligger 1 114 meter över havet och antalet invånare är 159.
Terrängen runt Agua Fierro är kuperad åt nordost, men åt sydväst är den bergig. Runt Agua Fierro är det ganska tätbefolkat, med 160 invånare per kvadratkilometer. Närmaste större samhälle är Villa Terrazas, 14,7 km öster om Agua Fierro. Omgivningarna runt Agua Fierro är en mosaik av jordbruksmark och naturlig växtlighet.